# Cardiochiles minutigeri
Cardiochiles minutigeri är en stekelart som beskrevs av Roy D. Shenefelt 1973. Cardiochiles minutigeri ingår i släktet Cardiochiles och familjen bracksteklar. Inga underarter finns listade.